# Ковровский уезд
Ковровский уезд — административная единица во Владимирской губернии Российской империи и РСФСР, существовавшая в 1778—1929 годах. Уездный город — Ковров.

## География
Уезд был расположен в центральной части Владимирской губернии. Граничил с Шуйским уездом на севере, Вязниковским на востоке, Судогодским на юге, Суздальским и Владимирским на западе. Занимал площадь в 3601,77 км² (3165 вёрст²). В 1926 году после передачи нескольких волостей уезда в состав Иваново-Вознесенской губернии площадь уезда составляла 3272 км².
Располагался на части территорий современных Ковровского и Камешковского районов Владимирской области, Южского, Савинского, Тейковского, Лежневского и Ивановского районов Ивановской области.

## История
Уезд был образован в 1778 году в составе Владимирского наместничества (с 1796 — Владимирской губернии).
В сентябре 1918 года в состав вновь образованной Иваново-Вознесенской губернии были переданы 7 северных волостей уезда (Берёзовская, Быковская, Воскресенская, Зименковская, Лежневская, Милюковская и Чернецкая).
В 1929 году преобразован в Ковровский район в составе Владимирского округа вновь образованной Ивановской Промышленной области.
В. И. Даль считал Алексинскую волость Ковровского уезда и село Алексино родиной офенства и офенского языка.

## Уездные предводители дворянства
| Срок полномочий | Предводитель дворянства          | Годы жизни  | Комментарии                            |
| --------------- | -------------------------------- | ----------- | -------------------------------------- |
| 1778 — 1781     | Секерин, Василий Семенович       |             | поручик                                |
| 1782 — 1784     | Култашев, Михаил Васильевич      |             | артиллерии поручик                     |
| 1785 — 1791     | Языков, Иван Михайлович          |             | гвардии прапорщик                      |
| 1791 — 1793     | Муравьев, Григорий Степанович    |             | надворный советник                     |
| 1794 — 1797     | Хметевской, Александр Иванович   |             | корнет                                 |
| 1804 — 1805     | Безобразов, Сергей Алексеевич    |             | гвардии подпоручик                     |
| 1806 — 1811     | Рогановский, Аркадий Петрович    |             | коллежский асессор                     |
| 1812 — 1817     | Безобразов, Сергей Алексеевич    |             | гвардии подпоручик                     |
| 1818 — 1820     | Всеволожский, Григорий Петрович  |             | капитан флота второго ранга            |
| 1821 — 1826     | Безобразов, Дмитрий Алексеевич   |             | действительный статский советник       |
| 1826            | Николаев, Иван Петрович          |             | надворный советник                     |
| 1827 — 1829     | Бабкин, Гавриил Михайлович       |             | коллежский асессор                     |
| 1830 — 1832     | Николаев, Иван Петрович          |             | надворный советник                     |
| 1832 — 1834     | Култашев, Василий Михайлович     |             | штабс-капитан                          |
| 1834 — 1836     | Расков, Павел Степанович         |             | и. д. предводителя титулярный советник |
| 1836 — 1842     | Алалыкин, Алексей Кузьмич        |             | майор                                  |
| 1842 — 1874     | Безобразов, Иван Сергеевич       | (1812—1885) | статский советник                      |
| 1874 — 1876     | Маньков, Николай Петрович        |             | и. д. предводителя майор               |
| 1876 — 1877     | Култашев, Дмитрий Васильевич     |             | и. д. предводителя поручик             |
| 1877 — 1881     | Карякин, Николай Никанорович     |             | поручик                                |
| 1881 — 1888     | Маньков, Александр Петрович      |             | штабс-капитан                          |
| 1888 — 1889     | Муратов, Николай Павлович        |             | статский советник                      |
| 1889 — 1890     | Рамейков, Валериан Александрович |             | и. д. предводителя штабс-капитан       |
| 1890            | Маньков, Александр Петрович      |             | штабс-капитан                          |
| 1890 — 1891     | Рамейков, Валериан Александрович |             | и. д. предводителя штабс-капитан       |
| 1891 — 1895     | Муратов, Николай Павлович        |             | статский советник                      |
| 1906 — 1908     | Оболдуев, Николай Платонович     |             | действительный статский советник       |
| 1909            | Кишкин, Евстафий Алексеевич      |             | статский советник                      |
| 1909 — 1912     | Чихачев, Константин Алексеевич   |             | надворный советник                     |
| 1912 — 1915     | Култашев, Николай Васильевич     | (1840—1915) | действительный статский советник       |
| 1915 — 1917     | Орлов Александр Кириллович       | (1858—1941) | генерал-майор                          |

## Природные условия
Местоположение уезда ровное.
На правой стороне реки Клязьмы залегает горный известняк. Слой его лежит не глубже 3,5 м (5 аршин) от поверхности земли и содержит 3 сорта камня: цокольный, лещадный и собственно известковый, из которого обжигается известь. Ломка камня производилась в горах, расположенных по правому притоку Клязьмы — Нерехте. Каменоломный промысел представлял главный источник существования многих деревень, от села Великого до города Коврова. По вычислению Тихонравова, площадь, занимаемая известняком, около 1700 кв. км, или 1500 кв. вёрст.
На верховьях реки Нерехты встречаются залежи различных глин, годных для гончарного и кирпичного производства.
На левой стороне реки Клязьмы много болот. Из них более значительны болота между сёлами Терликовым и Бабушкиным (7,5 км, или 7 вёрст, длины и до 2 км ширины), между сёлами Заозёрьем и Душками (9,5 км, или 9 вёрст, длины и от 3—15 км, или 3—14 вёрст, ширины) и между сёлами Мошки и Второвым (длина 15 км, или 14 вёрст, и ширина 2—5,5 км, или 2—5 вёрст).
В этой части уезда есть небольшие озёра; из них озеро при селе Смехре имеет в длину 4 км, в ширину до 65 м, или 30 саженей.
На правой стороне реки Клязьмы от устья реки Нерехты — полоса от 11 до 32 км, или от 10 до 30 вёрст, в ширину плодородной земли, а в остальной части уезда почва серo-иловатая с песком и везде каменистая и требовала сильного удобрения.
В южной части уезда на 100 вёрст протекает река Клязьма; в городе Коврове есть пристань. Из притоков её более значительны: Уводь, Шижегда, Теза и Нерехта. По реке Тезе ходили небольшие суда, а река Уводь была сплавной.

## Население
Население уезда в 1859 году — 99 043 человека. По переписи 1897 года в уезде было 109 861 житель (48 457 мужчин и 61 404 женщины). По итогам всесоюзной переписи населения 1926 года население уезда составило 120 524 человека, из них городское — 33 380 человек.

### По вероисповеданию
- православные — 113 528,
- раскольники — 986,
- католики — 38,
- Прочие — 35.

### Посословию
- дворяне — 202,
- духовенство — 386,
- мещане — 1688,
- крестьяне — 112 220,
- Прочие — 91.

## Административное деление
В 1890 году в состав уезда входило 25 волостей
| № п/п | Волость        | Волостное правление  | Число селений | Население |
| ----- | -------------- | -------------------- | ------------- | --------- |
| 1     | Алексинская    | с. Алексино          | 71            | 9800      |
| 2     | Берёзовская    | с. Березовик         | 25            | 2892      |
| 3     | Быковская      | с. Быково            | 29            | 3208      |
| 4     | Бельковская    | д. Бельково          | 25            | 4969      |
| 5     | Великовская    | с. Великово          | 20            | 3067      |
| 6     | Вознесенская   | с. Вознесенье        | 35            | 4776      |
| 7     | Воскресенская  | с. Воскресенское     | 28            | 3259      |
| 8     | Всегодическая  | с. Большие Всегодичи | 57            | 10 215    |
| 9     | Горковская     | с. Горки             | 5             | 2613      |
| 10    | Егорьевская    | с. Егорий            | 23            | 2817      |
| 11    | Емельяновская  | сельцо Емельяново    | 11            | 2043      |
| 12    | Житковская     | сельцо Житково       | 50            | 4703      |
| 13    | Зименковская   | с. Зименки           | 27            | 5664      |
| 14    | Клюшниковская  | д. Клюшниково        | 21            | 4656      |
| 15    | Лежневская     | с. Лежнево           | 54            | 5976      |
| 16    | Малышевская    | с. Малышево          | 19            | 5407      |
| 17    | Милюковская    | с. Милюково          | 34            | 2920      |
| 18    | Меховицкая     | с. Меховицы          | 27            | 4257      |
| 19    | Овсянниковская | с. Овсянниково       | 21            | 2164      |
| 20    | Осиповская     | с. Осипово           | 19            | 2578      |
| 21    | Санниковская   | с. Санниково         | 27            | 2521      |
| 22    | Телегинская    | д. Телегино          | 16            | 1412      |
| 23    | Филяндинская   | с. Филяндино         | 20            | 6125      |
| 24    | Чернецкая      | с. Чернцы            | 22            | 2099      |
| 25    | Эдемская       | с. Эдемское          | 10            | 2761      |

К 1913 году в уезде осталось 20 волостей: Емельяновская волость вошла в состав Алексинской, из которой позже была выделена Хотимльская волость с центром в с. Хотимль, Горковская волость вошла в состав Эдемской, Житковская — в состав Лежневской, Меховицкая — в состав Егорьевской, Овсянниковская — в состав Санниковской, Телегинская — в состав Чернецкой.
В 1926 году в состав уезда входило 6 укрупнённых волостей:
- Алексинская — с. Алексино
- Клюшниковская — с. Крутово
- Осиповская — с. Осипово
- Савинская — п. Савино
- Тынцовская — с. Тынцы
- Эдемская — р.п. Камешково

## Населённые пункты
В 1859 году наиболее крупные населённые пункты:
- Ковров (2377 чел.)
- Лежнево (2108 чел.)
- Большие Всегодичи (944 чел.)
- Бельково (887 чел.)
- Ряполово (736 чел.)
- Клюшниково (728 чел.)
- Машки (617 чел.)

В конце XIX века в состав уезда входило: 2 стана, 25 волостей, 695 селений, всех населённых мест — 900.
По переписи 1897 года наиболее крупные населённые пункты уезда:
| - город Ковров — 14 571 чел.; - с. Лежнево — 2739 чел.; - сельцо Горки — 1018 чел.; - с. Спас-Юрцево — 886 чел.; - с. Ряхово — 858 чел.; - с. Горки — 803 чел.; - д. Бельково — 770 чел.; - д. Волковойно — 743 чел.; - д. Клюшниково — 728 чел.; - с. Большие Всегодичи — 727 чел.; | - д. Мишнево — 681 чел.; - с. Тынцы — 593 чел.; - с. Воскресенское — 585 чел.; - с. Алексино — 573 чел.; - сельцо Колобово — 567 чел.; - д. Горячево — 545 чел.; - с. Великово — 539 чел.; - д. Каменово — 526 чел. |

## Экономика
Под лесом в 1860 году было до 164 000 га, или 150 000 десятин. Главным образом лес в уезде хвойный, расположен он по правой стороне реки Клязьмы. Дубовые леса находились по берегам Клязьмы, Уводи, Шишежеди (Шижегды) и Тезы. Леса в 1890 году было у крестьянских обществ 48 184 га, или 44 104 десятины, у частных владельцев 101 530 га, или 92 934 десятины, у казны 5446 га, или 4985 десятин, у удела 8551 га, или 7827 десятин, и у города 1348 га, или 1234 десятины.
Всей земли 373 521 га, или 341 896 десятин, и из неё неудобной 21 335 га, или 19 529 десятин. Пахотная земля была разделена земством на три разряда — первый оценён в 10 руб.; такой земли было у крестьянских обществ 39 891 га, или 36 513 десятин, у владельцев 1805 га, или 1652 десятины, у казны 27 га, или 25 десятин, и у удельного ведомства 1117 га, или 1022 десятины. Ко второму разряду — 8 руб. десятина — были причислены 40 935 га, или 37 469 десятин крестьянской земли, 8142 га, или 7453 десятины, владельческой и 26 га, или 24 десятины, казённой. К третьему разряду — 5 руб. десятина — принадлежали 38 050 га, или 34 828 десятин, крестьянской и 11 766 га, или 10 770 десятин, владельческой.
Покосов пойменных было 18 732 га, или 17 146 десятин, у крестьянских обществ, 2858 га, или 2616 десятин, у владельцев, 16 га, или 15 десятин, удельных и 44 га, или 40 десятин, у города. Непоемных лугов — 9276 га, или 8491 десятина, у крестьянских обществ, 3947 га, или 3613 десятин, у владельцев, 15 га, или 14 десятин, у казны и 17 га, или 16 десятин, удельных.
Посеяно в 1894 году, четвертей/пудов: ржи 39 524/474 288, пшеницы 4840/58 080, овса 31 598/379 176, ячменя 3495/41 940, гречихи 9538/114 456, гороха 305/3660, картофеля 24 781/297 372, льна 1927/23 124.
Собрано, четвертей/пудов: ржи 167 380/2 008 560, пшеницы 15 256/183 072, овса 125 088/1 501 056, ячменя 16 252/195 024, гречихи 23 228/278 736, гороха 1513/18 156, картофеля 99 573/1 194 876, льна 5729/68 748.
Урожайность (1894): рожь — сам-5, пшеница — сам-3, овёс — сам-4, ячмень — сам-4,5, гречиха — сам-2,5, горох — сам-5, картофель — сам-4, лён — сам-3.
Скота (в 1893): лошадей 17 768, рогатого скота 13 960 голов, овец 24 148, коз 630, свиней 465.
Рыболовство по реке Клязьме.
Садоводство, огородничество и пчеловодство были мало развиты.
В северо-восточной части уезда жили офени. Цветущие времена офенства миновали и их число значительно уменьшилось. Гнездо ковровского офенства составляла Алексинская волость, лежавшая близ слободы Холуй, торгового центра всех офеней.
В северо-западной части уезда было развито ткачество сарпинки и миткаля.
Из особых промыслов отмечалось производство тарантасов и саней с плетёными из ивы и черешни корзинками (кузовами) и изготовление сит и решёт.
Через уезд проходили железные дороги: Нижегородская, Шуйско-Ивановская и Муромская.
Обработкой хлопчатобумажного волокна занимались 13 фабрик и из них семь фабрик занимались механическим ткачеством, одна фабрика пунцово-красильная и ситцепечатная и три фабрики занимались ручным бумаготкачеством. Из бумаготкацких более значительна была Горкинская мануфактура с оборотом 165 754 руб., при 1270 рабочих; бумаготкацкая Воскресенская мануфактура, рабочих 306; миткалевоткацкие фабрики Треумова (Ковров), Кучина, Горбуновых (на 89 588 руб.); Лежневской мануфактуры (78 310 руб.) и т. д.
Фольгопрокатное заведение купца Чахнова и паровая крупчатая мельница Большакова.
Мельниц 20.
Двадцать одна печь для выжигания извести, 17 известковых подкопов, 135 заведений для продажи питей и 648 разных торговых и промышленных заведений.
Свидетельств на право торговли выдано было (1890) 1606. Из них патентов на продажу питей — 477, свидетельств три и на мелочной торг — 311, и билетов — 218. Свидетельств на право торговли и промыслов выдано: 1-й гильдии годовых восемь, 2-й гильдии — 136, и полугодовых — пять. Билетов на торговые и промышленные заведения выдано: годовых 1-й гильдии — 11, 2-й гильдии — 162, и полугодовых — восемь. Промысловых свидетельств выдано годовых и полугодовых — 48, и т. д.
Земство тратило на народное образование 10 850 руб. Всех училищ было 39 и в них училось мальчиков 1354 и девочек 344. Кроме того, училища были при некоторых фабриках. При училищах в сёлах Лежневе, Егорье, Алексине, Великове и Вознесенье земство устроило продажу книг, а при некоторых училищах библиотеки. Число учащихся в школах было бы более значительно, если бы позволяло помещение.
На врачебную часть земство расходовало более 21 000 руб., в том числе 5500 руб. на содержание четырёх врачей (одна женщина-врач), на содержание больниц в Коврове 4000 руб., в сёлах Воскресенском и Лежневе по 500 руб., двум акушеркам 500 руб. и т. д. Губернское земство давало пособие лежневской больнице.
Земство назначило 400 руб. на библиотеку при земской управе.
Израсходовано на потребности обязательные 19 398 руб., на содержание управы 8150 руб. и на другие необязательные расходы 55 052 руб., всего 74 450 руб.
Доходов получено с земель 48 895 руб., со свидетельств и патентов 6251 руб., с недвижимых имуществ 18 272 руб., всего 73 417 руб.